# Partito Sociale Cristiano (Brasile)
Il Partito Sociale Cristiano (in portoghese Partido Social Cristão - PSC) è un partito politico del Brasile. Fu registrato sotto questo nome nel 1990. Il PSC è un partito cristiano-democratico e socio-conservatore.

## Storia

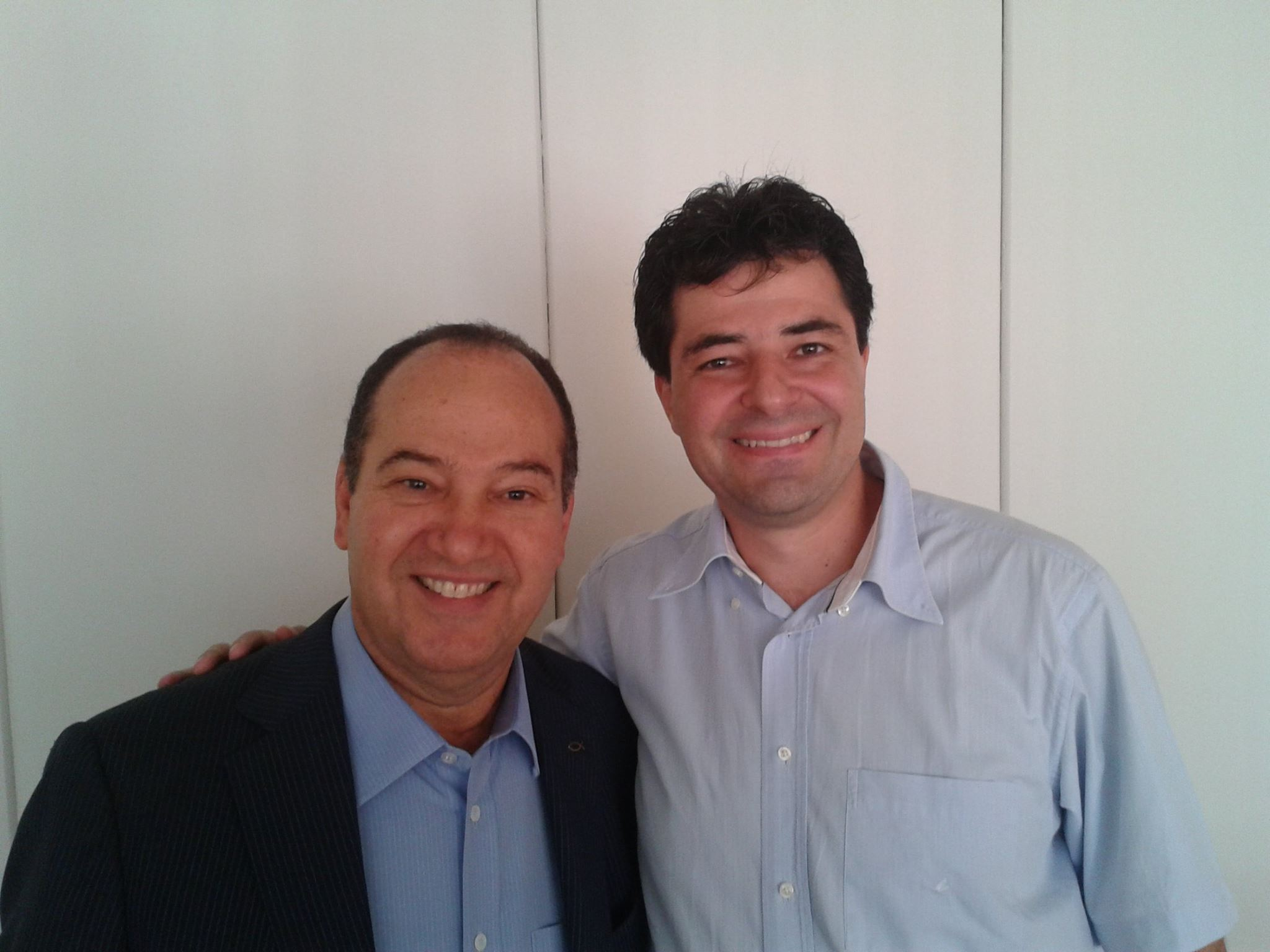
Pastor Everaldo Pereira

La storia del PSC iniziò nel 1970, con la creazione del Partido Democrático Republicano (PDR, Partito Democratico Repubblicano). Nel 1985, Vítor Nósseis fondò il PSC, ma ottenne la sua registrazione presso il Tribunal Superior Eleitoral (TSE, Tribunale Superiore Elettorale) solo nel 1990. Nel 2003, il PSC consentì la filiazione con gruppi legati all'ex governatore di Rio de Janeiro, Anthony Garotinho.
Alle elezioni del 2006 ottenne alla Camera l'1,9% dei voti e 9 seggi, al Senato lo 0,2% e nessun seggio. Alle politiche del 2010, i cristiano-sociali ottennero il 3,2% dei suffragi e 17 deputati. Al Senato conquistarono lo 0,7% dei voti e 1 seggio.
Il partito ha votato a favore dell'impeachment della presidente Dilma Rousseff nel 2016.
Nelle elezioni presidenziali del 2018, dopo che Jair Bolsonaro ha lasciato il partito, il PSC ha sostenuto la candidatura di Álvaro Dias, membro del partito Podemos.

## Ideologia
Il Partito Cristiano Sociale è spesso associato alla corrente evangelica conservatrice.
Il PSC è conservatore sulle questioni sociali, opponendosi ai diritti di aborto, ai diritti LGBT e alla legalizzazione della marijuana. Sulle questioni economiche, il partito ha un orientamento liberale, sostenendo un sistema di libero mercato e la privatizzazione di molte imprese pubbliche. Ha anche un discorso anticomunista. 

## Controversie
Il PSC ha causato polemiche mettendo in campo un candidato apertamente neonazista nelle elezioni legislative del 2016 a Rio de Janeiro.
Diversi leader di partito sono stati arrestati nell'agosto 2020 per corruzione, tra cui Everaldo Pereira (presidente nazionale del PSC) e Wilson Witzel (governatore di Rio de Janeiro).